# بازشناسی هویت ایرانی اسلامی
بازشناسی هویت ایرانی-اسلامی عنوان کتابی‌است اثر علی شریعتی نویسنده معاصر ایرانی دربارهٔ بازشناسی هویت ملی مذهبی ایران. این کتاب از چهار بخش به همراه یک ضمیمه تشکیل شده‌است.
نویسنده در این کتاب سعی دارد با ارائه متد علمی تاریخشناسی دو مفهوم ملیت و مذهب را بازشناسد و این دو را برخلاف باور تاریخی نه با یکدیگر متناقض بلکه هر دو را متعالیساز جامعه عنوان کند و ملیت را نه نژادپرستی بلکه نوعی خودآگاهی اجتماعی از تاریخ و فرهنگ طرح می‌کند که مانع از خودباختگی اجتماعی به الگوهای غیر ملی و در نهایت به فراموشی سپاری ریشه‌های تاریخی آن ملت می‌گردد. ملیت را یک واقیت و مذهب را حقیقتی عنوان می‌کند که برخاسته از فطرت انسانی و ملی آن جامعه است. در صفحه ۱۴۰ میگوید:
بدین گونه است که می‌توان گفت دو تلقی نوین و مترقی از این دو مفهوم، یعنی ملیت و مذهب به همان گونه که مذهب خود را از حصارهای بسته تعبدهای موروثی که غالباً انسان و طبیعت، یعنی واقعیت را نفی می‌کنند و در برابر علم و عقل می‌ایستند رها می‌کند تا زادگاه خویش را در فطرت زلال انسانی بجوید و زیر بنای توجیه‌کننده ارزش‌ها در اخلاق گردد و جهان‌بینی یی ماورا علمی (نه ضد علمی) را به انسان عرضه کند. مفهوم ملیت نیز از بند عصبیت‌های قومی می‌رهد و با تکیه بر فرهنگ به جای نژاد، از تنگنای یک مادیت فیزیولوژیک بیرون می‌آید و صورت یک معنویت انسانی می‌گیرد و جوهر یک اصالت فرهنگی می‌شود.
در بخش بازگشت به خویشتن کتاب نویسنده می‌گوید:
ازین معنی است که دعوت به بازگشت به خویش بازگشت از اصالت انسان یا اومانیسم به بومی‌گری قومی و خودپرستی تنگ‌نظرانه و متعصبانه نژادی نیست، بلکه صعود از خود بیگانگی فرهنگی و بی معنایی وجودی و بی‌شخصیتی تاریخی است به مرحله متعالی خودزایی و خودآگاهی انسانی و در نهایت، تحقق راستین اصالت انسان، سرمنزلی که نه با اسارت ملت‌ها که کار امپریالیسم و استعمار است، و نه با محو ملیت‌ها که دست آورد انترناسیونالیسم مذهبی و طبقاتی است، بلکه با شرکت فعال ملت‌های آزاد و خودآگاه و اصیل بر اساس تساوی و تعارف می‌توان بدان رسید.